# Vangueria rufescens
Vangueria rufescens är en måreväxtart som först beskrevs av Eileen Adelaide Bruce, och fick sitt nu gällande namn av Henrik Lantz. Vangueria rufescens ingår i släktet Vangueria och familjen måreväxter.
Artens utbredningsområde är Tanzania.

## Underarter
Arten delas in i följande underarter:
- V. r. angustiloba
- V. r. rufescens